# Jana Čepelová
Jana Čepelová (Košice, 29 mei 1993) is een tennisspeelster uit Slowakije.
Zij begon op vijfjarige leeftijd met tennis. Haar favoriete ondergrond is hardcourt. Zij speelt rechtshandig en heeft een tweehandige backhand.
In 2008 speelde zij haar eerste ITF-toernooi in Bratislava.
In 2010 won zij het meisjes-dubbelspeltoernooi van het Australian Open, samen met landgenote Chantal Škamlová.
In 2012 kwalificeerde zij zich voor het hoofdtoernooi van Wimbledon. Zij bereikte de derde ronde, waarin zij werd verslagen door de als tweede geplaatste Viktoryja Azarenka.

## Posities op deWTA-ranglijst
Positie per einde seizoen:
| jaar | rang enkelspel | rang dubbelspel |
| ---- | -------------- | --------------- |
| 2010 | 508            | –               |
| 2011 | 218            | 278             |
| 2012 | 107            | 266             |
| 2013 | 94             | 230             |
| 2014 | 53             | 256             |
| 2015 | 143            | 182             |
| 2016 | 100            | 438             |

## Palmares
| Legenda                 |
| ----------------------- |
| Grandslamtoernooi       |
| Olympische Spelen       |
| Year-End Championships  |
| Premier Mandatory       |
| Premier Five / WTA 1000 |
| Premier / WTA 500       |
| International / WTA 250 |
| Challenger / WTA 125    |

### WTA-finaleplaatsen enkelspel
| nr.              | finale     | toernooi       | ondergrond | tegenstandster  | score    |         |
| ---------------- | ---------- | -------------- | ---------- | --------------- | -------- | ------- |
| gewonnen finales |            |                |            |                 |          |         |
| geen             |            |                |            |                 |          |         |
| verloren finales |            |                |            |                 |          |         |
| 1.               | 2014-04-06 | WTA Charleston | gravel     | Andrea Petković | 5-7, 2-6 | details |

### WTA-finaleplaatsen dubbelspel
geen

### Gewonnen ITF-toernooien enkelspel
| nr. | datum      | toernooi            | dotatie | tegenstandster      | score         |
| --- | ---------- | ------------------- | ------- | ------------------- | ------------- |
| 1.  | 2010-10-30 | Monastir            | $10.000 | Diāna Marcinkēviča  | 6-2, 6-2      |
| 2.  | 2011-01-23 | Stuttgart-Stammheim | $10.000 | Nina Zander         | 6-4, 6-4      |
| 3.  | 2011-06-25 | Kristinehamn        | $25.000 | Alexandra Cadanțu   | 6-4, 3-6, 6-4 |
| 4.  | 2011-08-28 | Praag-Neride        | $25.000 | Bibiane Schoofs     | 7-6, 6-4      |
| 5.  | 2013-11-16 | Dubai               | $75.000 | Maria Elena Camerin | 6-1, 6-2      |

### Gewonnen ITF-toernooien dubbelspel
| nr. | datum      | toernooi  | dotatie | partner         | tegenstandsters                       | score            |
| --- | ---------- | --------- | ------- | --------------- | ------------------------------------- | ---------------- |
| 1.  | 2011-10-16 | St. Cugat | $25.000 | Katarzyna Piter | Letícia Costas Inés Ferrer Suárez     | 6-3, 2-6, [10-6] |
| 2.  | 2012-02-18 | Rabat     | $25.000 | Réka Luca Jani  | Anastasia Grymalska Ilona Kremen      | 6-7, 6-1, [10-4] |
| 3.  | 2012-03-18 | Poza Rica | $25.000 | Lenka Wienerová | Maria Elena Camerin Marija Koryttseva | 7-5, 2-6, [10-3] |

## Resultaten grandslamtoernooien
| Legenda | Legenda                          |
| ------- | -------------------------------- |
| g.t.    | geen toernooi gehouden           |
| l.c.    | lagere categorie                 |
| –       | niet deelgenomen                 |
| G       | uitgeschakeld in de groepsfase   |
| 1R      | uitgeschakeld in de eerste ronde |
| 2R      | uitgeschakeld in de tweede ronde |
| 3R      | uitgeschakeld in de derde ronde  |
| 4R      | uitgeschakeld in de vierde ronde |
| KF      | uitgeschakeld in de kwartfinale  |
| HF      | uitgeschakeld in de halve finale |
| F       | de finale verloren               |
| W       | het toernooi gewonnen            |
| w-v     | winst/verlies-balans             |

### Enkelspel
| Toernooi        | 2012 | 2013 | 2014 | 2015 | 2016 | 2017 |
| --------------- | ---- | ---- | ---- | ---- | ---- | ---- |
| Australian Open | –    | 2R   | 1R   | –    | –    | 1R   |
| Roland Garros   | –    | 2R   | 1R   | –    | –    | 1R   |
| Wimbledon       | 3R   | 2R   | 1R   | 2R   | 3R   | 1R   |
| US Open         | –    | 1R   | 2R   | –    | –    | 1R   |

### Dubbelspel
| Toernooi        | 2013 | 2014 | 2016 | 2017 | 2017 |
| --------------- | ---- | ---- | ---- | ---- | ---- |
| Australian Open | –    | –    | –    | –    | –    |
| Roland Garros   | 1R   | 2R   | –    | –    | 2R   |
| Wimbledon       | 2R   | 1R   | 1R   | –    | –    |
| US Open         | –    | 1R   | –    | –    | 2R   |